# تريفور غوثري
تريفور غوثري هو مغني كندي، ولد في 11 فبراير 1973 في شمال فانكوفر ‏ في كندا.

## وصلات خارجية
- تريفور غوثري على موقع IMDb (الإنجليزية)
- تريفور غوثري على موقع ميوزك برينز (الإنجليزية)
- تريفور غوثري على موقع أول ميوزيك (الإنجليزية)
- تريفور غوثري على موقع ديسكوغز (الإنجليزية)